# 오부 슌
오부 슌(일본어: 大武 峻, 1992년 11월 24일 ~ )는 일본의 축구 선수이다.

## 구단 경력
그는 2014년부터 2024년까지 J리그의 나고야 그램퍼스, 알비렉스 니가타, 주빌로 이와타, 더스파구사쓰 군마, 후쿠시마 유나이티드 FC에서 활동하였다.